# Mincza-Nébald Ildikó
Mincza-Nébald Ildikó (eredeti nevén Mincza Ildikó) (Budapest, 1969. december 6. –) olimpiai bronzérmes magyar vívó, ügyvéd, edző. Az MTK versenyzője.

## Életpályája
Szülei Mincza János és Keviczky Éva.
Edzői Szőcs Bertalan és Udvarhelyi Gábor. 1979-től az MTK tőrvívója. 1989-ben egyéni junior párbajtőr világbajnok volt.
Az 1992. évi nyári olimpiai játékokon 7. (tőr csapat) és 26. (tőr egyéni) volt. Az 1999-es és a 2002-es világbajnokságról[forrás?] is aranyérmet hozott haza. 1997-ben, 2001-ben, 2002-ben Európa-bajnok volt. A 2000. évi nyári olimpiai játékokon párbajtőrvívásban csapatban negyedik, egyéniben kilencedik lett. A 2000. évi és a 2004. évi nyári olimpiai játékokon is épphogy lecsúszott a dobogóról.
2003-ban végzett a József Attila Tudományegyetem jogtudományi karán. 2003 óta ügyvédjelölt, majd ügyvéd lett. 2004 óta a Nemzetközi Vívó Szövetség jogi bizottságának tagja. 2005 óta a Magyar Vívószövetség elnökségi tagja.
Mincza Ildikó bronzérmet szerzett vívásban a pekingi olimpián. A legjobb nyolc között a német származású Imke Duplitzert verte meg 15-11-re, így jutott a négy közé. A 3. helyért 15-11-re legyőzte a kínai Li Nat, és megszerezte a harmadik helyet a női párbajtőrözők versenyében.
2012. február végén kinevezték a magyar válogatott párbajtőr szakágának szakvezetőjének. 2013 decemberétől az MTK alelnöke.

## Magánélete
Férje 2004 óta Nébald György vívó. Első kislányuk, Franciska 2006-ban született, 2009 júliusában világra jött második gyermekük, Melinda.

## Díjai
- Az év magyar vívója (1999, 2001, 2008)
- A Magyar Köztársasági Érdemrend lovagkeresztje (2008)[4]